# الثقب (فلم 1960)
الثقب  (بالفرنسية: Le Trou) هو فيلم جريمة فرنسي من إخراج جاك بيكر وبطولة ميشيل كونستانتين، مارك ميشيل، جان كيراودي، فيليب ليروي وريمون ميلر، صدر الفيلم في 18 مارس 1960.

## وصلات خارجية
- مقالات تستعمل روابط فنية بلا صلة مع ويكي بيانات